# Counties Manukau Steelers
Los Counties Manukau Steelers son un equipo provincial profesional de Nueva Zelanda que representa a la Counties Manukau Rugby Union del sur de Auckland y el distrito Franklin en competencias domésticas de rugby.
Participa anualmente en el National Provincial Championship, competición en la cual ha logrado un campeonato en el año 1979.
En el Super Rugby es representado por el equipo de Chiefs.

## Historia
Fue fundada en 1955, tomó el nombre de Steelers debido a la fabrica de acero de Glenbrook.
Desde el año 1976 participa en la principal competición entre clubes provinciales de Nueva Zelanda, en la cual lograron su primer campeonato y único campeonato hasta la fecha en 1979.
Durante su historia han enfrentado a diferentes equipos nacionales, logrando triunfos sobre Argentina y Australia, además fue visitado en 1983 por los British and Irish Lions perdiendo por un marcador de 16-25.

## Palmarés

### Primera División
- National Provincial Championship (1): 1979

### Segunda División
- Segunda División del NPC (2): 1993
- Championship de la ITM Cup (1): 2012

## Jugadores emblemáticos
- Andy Dalton
- Bruce Robertson
- Jonah Lomu
- Joeli Vidiri
- Tony Marsh
- Sitiveni Sivivatu
- John Afoa
- Uini Atonio